# سدریک برتلین
سدریک برتلین (انگلیسی: Cédric Berthelin؛ زادهٔ ۲۵ دسامبر ۱۹۷۶) بازیکن فوتبال اهل فرانسه است.
از باشگاه‌هایی که در آن بازی کرده‌است می‌توان به باشگاه فوتبال کریستال پالاس، باشگاه فوتبال لوتون تاون، باشگاه فوتبال اوستنده، و باشگاه فوتبال لانس اشاره کرد.